# Ana de Hollanda
Ana de Hollanda, all'anagrafe Ana Maria Buarque de Hollanda (San Paolo, 12 agosto 1948), è una cantante, attrice e politica brasiliana.
Sorella di Miúcha, è perciò zia della cantante Bebel Gilberto.
È stata, nel 2011 e fino all’agosto 2012, Ministro della Cultura del governo di Dilma Rousseff.

## Biografia
Anna Maria Buarque de Hollanda è nata a San Paolo da Maria Amélia e dallo storico e sociologo Sérgio Buarque, e ha sei fratelli, fra i quali due personaggi di spicco della musica brasiliana, Chico Buarque e Miúcha. Sin da piccola fu a contatto con stimoli musicali e culturali, dato che la casa paterna era il centro di ritrovo dell’intellettualità paulista e vi si incontravano fra i tanti Vinícius de Moraes, Manuel Bandeira e Oscar Niemeyer.
Il suo debutto avvenne quando la cantante aveva solo sedici anni: faceva parte del quartetto As Quatro Mais che accompagnava Chico Buarque in Primeira audição, lo spettacolo che ebbe luogo al Teatro do Colégio Rio Branco di San Paolo. In seguito, nel 1968 si esibì al III Festival Internacional da Canção proponendo Dança das rosas di Chico Maranhão, e apparve per la prima volta sul disco che vedeva le registrazioni al festival.
Alla fine degli anni settanta apparve sul palco del teatro per concerti Canecão di Rio de Janeiro e ad Anhembi nello stato di San Paolo, dove Ana de Hollanda cantò nello spettacolo Tom, Vinícius, Toquinho e Miúcha, e in quel periodo affiancò il fratello in una trasmissione televisiva ripresa e diffusa dalla TV Bandeirantes della sua città natale. Di quel periodo è la sua performance radiofonica al programma FM-Inéditos apresenta Ana de Hollanda, nel quale si esibì accompagnata da Edson José Alves.
Il 1980 fu l’anno in cui incise il suo primo lavoro discografico come cantante solista. L’LP si intitolava Ana de Hollanda e vedeva la presenza, fra le altre tracce, di Waikiri e di Angélica, quest’ultima scritta dal fratello Chico. Due anni dopo, in favore del candidato a Governatore Franco Montoro, compose e incise Acorda meu povo, un jingle utilizzato per la campagna elettorale. L’anno seguente fu chiamata alla direzione musicale del cortometraggio di Gilmar Candeias e Jorge Achôa intitolato Vianinha.

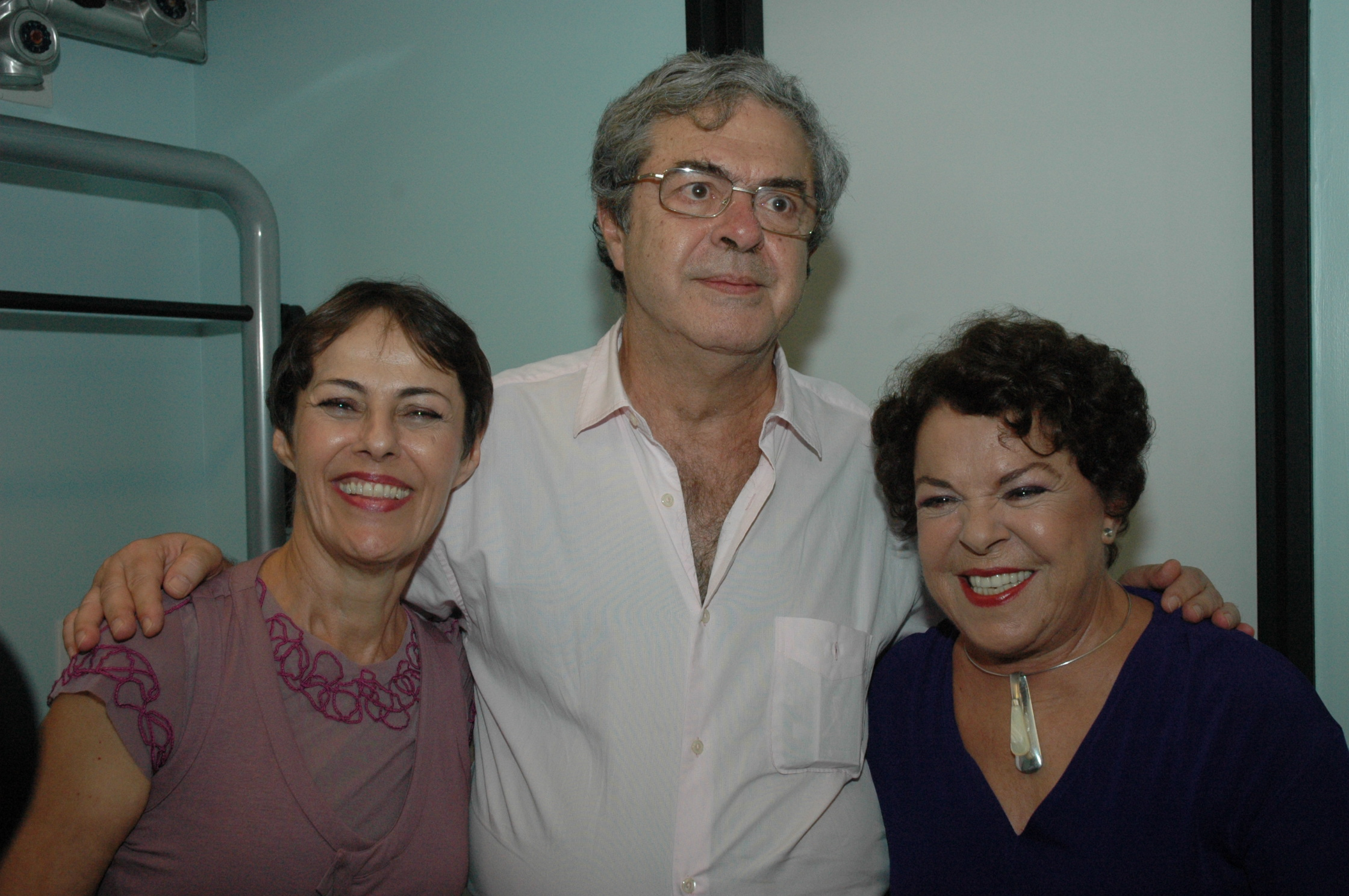
Ana de Hollanda e Miúcha nel 2010

Dopo due brevi parentesi in qualità di assessore alla Cultura presso il comune di Osasco, nel 1990 recitò in O reino deste mundo, ambientato a Cuba, e collaborò con la drammaturga Consuelo de Castro nella stesura di Paixões provisórias. Il 1993 fu dedicato all’attività di attrice e cantante: partecipò ai musical Nunca te vi, sempre te amei e João e o pé de Feijão, lavoro per il quale venne indicata quale migliore attrice emergente; e inoltre recitò il dramma Morte e Vida Severina.
Nel 1995 ritornò alla musica realizzando il CD Tão simples, che conteneva anche As cartas e É tão simples composte da Chico Buarque, e Pra dizer adeus di Edu Lobo e Torquato Neto, e partecipando anche al concerto di lancio dell’album; due anni dopo, in un lavoro del fratello trovò posto la sua incisione di Lua cheia, che Chico aveva composto assieme a Toquinho. Dopo aver gestito fra il 1999 e il 2001 alcuni laboratori musicali, esordì come compositrice con il CD O cantor e a segurança, che includeva anche inediti di altri autori e brani di Vadico, Paulinho da Viola e Pedro Caetano fra gli altri.
Dal 2003 trascorse un periodo nel ruolo di responsabile del Projeto Pixinguinha. Tornò alla carriera artistica con Só na canção, CD del 2009, in cui si alternano brani di propria composizione ad altri in collaborazione con musicisti vari. Il lancio dell’album avvenne attraverso uno spettacolo a cui parteciparono tanti artisti fra i quali le sorelle Miúcha e Cristina Buarque. È stata protagonista nel 2019 dello spettacolo “Tom Jobim: 25 anos sem você”, nel quale ha cantato alcune canzoni create dal grande compositore brasiliano, intervallando i brani con la spiegazione del loro processo compositivo e con aneddoti relativi ai pezzi che interpretava.
Durante la sua carriera si è esibita in concerto in molti stati brasiliani, e fuori dai confini nazionali ha lavorato anche a Cuba, in Angola, Uruguay e Francia. Oltre che alle incisioni personali, è intervenuta in registrazioni di Tom Jobim, Toquinho, Miúcha, Vinícius de Moraes, Chico Buarque, Christina Buarque e Chico Maranhão, fra i tanti.

## Discografia
- 1980 – Ana de Hollanda
- 1995 – Tão simples
- 2001 – Um filme
- 2009 – Só na canção[4]